# Gombak

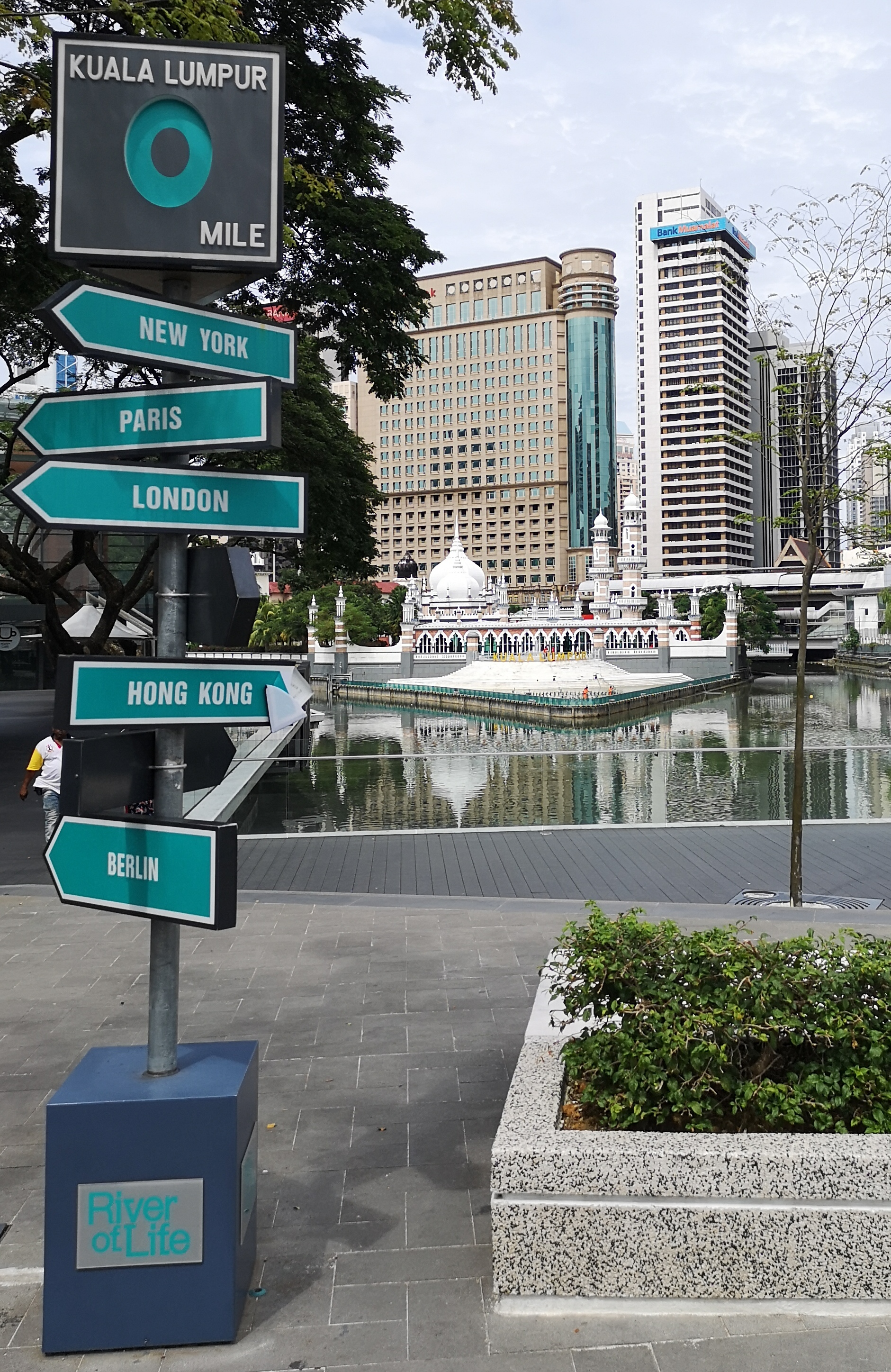
Zero Mile Kuala Lumpur with Sungai Gombak and Sungai Kelang in the background

Gombak (malajiska:Sungai Gombak) är en flod i Malaysia. Den flyter igenom Selangor och Kuala Lumpur, där den slutligen förenar sig med Klang-floden. Vid punkten där de två floderna möts grundades Kuala Lumpur.